# Eruguera de Walden
L'eruguera de Walden (Lalage leucopygialis) és una espècie d'ocell de la família dels campefàgids (Campephagidae).
Habita els boscos, terres de conreu i manglars de Sulawesi, incloent les illes Manadotua, Peleng, Muna, Butung, Banggai i Sula.